# 奪衣婆
奪衣婆係日本民間信仰中，守在陽間與陰間交界三途川的冥界鬼神。

## 命名
奪衣婆(だつえば)，可寫作「脱衣婆」，又有葬頭河婆（そうづかば）、正塚婆（しょうづかの婆さん）等稱呼。

## 來由
奪衣婆出自《佛說地藏菩薩發心因緣十王經》：「葬頭河曲於初江邊，官廳相連承所渡，前大河即是葬頭，見渡亡人，名奈河津；所渡有三：一山水瀨、二江深淵、三有橋渡。官前有大樹，名『衣領』，樹影住二鬼，一名奪衣婆，二名懸衣翁；婆鬼警盜業，折兩手指；翁鬼惡無義，逼頭足一所。尋初開，男負其女人，牛頭銕棒挾二人肩，追渡疾瀨，悉集樹下，婆鬼脫衣，翁鬼懸枝，顯罪低昂，與後王廳。」
此經在佛教學界視為疑偽經，但在文化傳播上發揮了重大影響，日本的奪衣婆信仰即是其一。

## 職掌

### 奪衣判善惡
佛教認為人死後將隨往昔之善惡隨業流轉，中國則有死後受十殿閻君審判的觀念，其他宗教也有為善生天、為惡墮地獄或死後審判等觀念，日本的奪衣婆信仰也是如此，其認為人死後將經過三途川，此時奪衣婆會將亡者衣服脫掉，再由懸衣翁將亡者衣服掛在「衣領樹」上，以此判斷亡者生前的善惡，如果樹枝壓得過彎就表示惡業過重。
在日本傳說，渡過三途川須繳渡船費六文錢，若無此六文錢，奪衣婆則會奪其衣服。因此日本人在土葬亡者時會取銅錢六枚陪葬，近代日本流行火化，礙於國幣不能毀損，故發展出木製的六文錢或以紙印刷的六文錢替代。

### 治療疾病
能夠驅除疾病、治療咳嗽，尤其是對孩童的百日咳最有神效。

## 形象
奪衣婆的造象，為一白髮婆婆，皺眉瞪眼，咧嘴露齒；著寬鬆外衣，袒胸，渾身皮包骨頭；多半採「自在坐」，一膝曲起，一足半趺；一手扶膝，一手持衣服。一副令人畏惧之可怖形象。

## 形象應用
在日本鬼怪漫畫中，如《學校怪談》、《鬼燈的冷徹》、《鬼太郎》、《靈異教師神眉》等故事劇情中設有奪衣婆之角色，偵探漫畫《名偵探柯南》第812至814篇〈工藤優作的未解決事件〉中提及奪衣婆與六文錢的習俗。